# 卡尔基尼乌帕齐拉
卡尔基尼乌帕齐拉是孟加拉国达卡专区马达里布尔县的乌帕齐拉。
根据1991年的孟加拉国人口普查, 卡尔基尼的总人口为250916人，其中男性人口占总人口的50.37%，女性占49.63%，18岁以上的人口有118534人。当地政府指出，卡尔基尼乌帕齐拉管辖面积约为279.98平方公里，居民以孟加拉人为主。